# Айхеле, Пол
Пол Айхеле (1859[…], Маркдорф — 17 февраля 1920, Берлин)  — немецкий скульптор.

## Жизнь
Пол Айхеле родился в 1859 году, в Маркдорфе. Учился в Штутгартской школе прикладного искусства, начиная 1875, по 1877 год. После чего, продолжил свою учёбу в Берлинском музее прикладного искусства. Пол Айхеле остался жить в Берлине. Дальнейшая его жизнь неизвестна.

## Работы
Скульптурные работы Пола Афхеля в основном включают небольшие скульптуры из бронзы. Главной работой Айхеле считается затопленный фонтан высотой 4,20 метра, который до 1931 года стоял на бывшей Гамбургской площади в берлинском районе Фриденау, а с 1932 года нашел свое пристанище на Майбах-платц (с 1961 года: Перельсплац) в том же районе.

### Подборка работ
- 1891: Нимфа
- 1892: Связанная рабыня
- 1895: Затопленный фонтан в Берлин-Фриденау
- около 1895 г.: Купальщица
- 1898: Танцор фламенко
- 1899: Детское поддразнивание
- 1900: Арфистка
- 1900: Правда
- 1900: Портниха
- 1900: Леди Анна Галерия
- 1900: Леди Фаустина
- 1902: Жертвы
- 1904: Стыдливый
- 1904: Сирены
- 1904: С благоговением
- 1904: Охотничья добыча
- 1906: Мать и дитя
- 1906: Осиротел
- 1909: Девушка с улиткой
- 1910: Потерянный рай
- 1910: Продавец